# Edvard IV. Angleški
Edvard IV., angleški kralj, * 28. april 1442, Rouen, Francija, † 9. april 1483. 
Kralj je bil od 4. marca 1461 do 3. oktobra 1470 in ponovno od 11. aprila 1471 do smrti leta 1483. Bil je prvi kralj iz dinastije York. Prvo polovico vladanja je zaznamovalo njegovo nasilje v zvezi z vojno dveh rož.

## Pravica do prestola
Edvard Yorški se je rodil v Rouenu v Franciji kot drugi sin Riharda Plantagenta, 3. vojvoda Yorškega, ki je imel pravico priti na angleški prestol, in Cecilije Neville. Bil je njun najstarejši sin, ki je preživel otroštvo. Njegov mlajši brat Edmund in njegov oče sta umrla 30. decembra 1460 v bitki pri Wakefieldu, ki je bila ena izmed bitk v vojni dveh rož. Po očetovi smrti je izrazil svojo pravico do angleškega prestola. Njegova pravica je temeljila na dejstvu, da je bil potomec Lionela Antwerpškega, drugega sina kralja Edvarda III. iz dinastije Anžu-Plantagenet.

## Boj za prestol
S pomočjo vplivnega Riharda Nevilla, 16. grofa Warwicka, ki je Edvard želel uresničiti njegove ambicije, je leta 1461 porazil vojsko plemičev naklonjenih dinastiji Lancaster. V istem letu, ko sta Henrik VI. in njegova borbena žena kraljica Margareta pobegnila v tujino, je bil razglašen za angleškega kralja. Edvard je bila za razliko od Henrika VI. močen, energičen in priljubljen, in ker je bil to zaradi tujih (vojaški porazi v Franciji) in notranjih težav (vojna med belo in rdečo rožo in čisti kaos v državi) neugoden trenutek za Anglijo, je bil za mnoge boljša rešitev kot pa Henrik VI., čigar žena je bila Francozinja in je imela de facto oblast v času vladavine svojega nesposobnega moža.

## Prva vladavina
Po tem, ko je premagal svoje nasprotnike pripadnike Lancastra, je postal kralj, Edvard IV. je kmalu prišel v politični konflikt s svojim političnim mentorjem, grofom Warwiškim, s čigar neprecenljivo pomočjo je osvojil prestol, ker je na skrivaj poročil z vdovo Elizabeto Woodville, kljub grofovim nasvetom in željo, da bi sorodniki njegove nove žene omogočali velik vpliv na vlado. Edvard je tudi v nasprotju z grofovimi željami proti njegovi volji začel samostojno opravljanje politike. Vse to je slabilo moč grofa in tako je postal politični nasprotnik Edvarda, povzročil upor in vodil vojsko proti Edvardu.
Leta 1469 je Edvarda vojaško porazil grof Warwiški in kmalu je bil ujet. Grof Warwiški je poskušal vladati v Edvardovem imenu, vendar je temu nasprotovalo vso ostalo vplivno plemstvo in grom je bil prisiljen izpustiti Edvarda iz pripora. Edvard se je poskušal uskladiti z grofom, vendar pa je leta 1470 še enkrat, vendar tokrat neuspešno, sprožil upor in po porazu je moral zapustiti Anglijo in pobegniti v Francijo.V Franciji je grof Warwiški skoval novo zaroto, tokrat s svojimi nekdanjimi zagrizenimi nasprotniki, ki jih je premagal, Henrikom VI. in Margareto Anžujsko. S pomočjo francoske vojske so napadli Edvarda, ki je poražen zapustil Anglijo in pobegnil v Burgundijo. Henrik VI. se je leta 1470 znova vrnil na prestol in de facto je spet vladanje prevzela kraljica Margareta, vendar je bilo njegovo vladanje kratkotrajno.

## Druga vladavina
Edvard in Karel, vojvoda Burgundski, mož njegove sestre, ki je na Edvardovo prošnjo šel poklical vojsko, sta pristala v Angliji in leta 1471 sta porazila po številnih bitkah nasprotnike. Ubila sta grofa Warwiškega, Henrikovega sina Edvarda in ujela samega Henrika VI., ki ga je Edvard kmalu dal ubiti. Po tem je vojno porazil in zmanjšal politični vpliv dinastije Lancaster na angleški političnem in dinastičnem prostoru.
Edvard je leta 1475 napovedal vojno Franciji, kjer je večkrat uspešno premagal francosko vojsko in Franciji uvedel plačevanje visoke denarne vložke v zameno za njegovo odpoved pravicam do francoski prestol.

## Smrt
Edvard je leta 1483 zbolel, najverjetneje za pljučnico, in kmalu umrl. Nasledil ga je njegov sin Edvard, vendar je parlament dokazal, da so vsi Edvardovi otroci nezkonski, saj naj bi bil kralj že prej poročen z lady Eleanor Talbot. Edini legitimni prestolonaslednik je bil Edvardov najmljaši brat, Rihard, ki je bil še istega leta okronan za kralja Anglije

## Poroka in otroci
Edvard IV. je imel deset otrok z Elizabeta Woodville, od katerih ga je sedem preživelo. Leta 1483 jih je parlament razglasil za nezakonske, kar je dalo Rihardu III. prosto pot, da postane kralj. Omenjeni zakon Titulus Regius (Kraljevi naziv) je takoj razveljavil Henrik VII. in tako legitimitiral tiste, ki jih je zakon naredil nezakonske. Ne samo da ga je Henrik Tudor razveljavil ne da bi ga prebral, odločil je, da je zločin imeti kopijo zakona ali ga omenjati.
- Elizabeta Yorška, žena kralja Henrika VII. Angleškega (11. februar 1466&l – 11. februar 1503).
- Marija Yorška (11. avgust 1467 – 23. maj 1482).
- Cecilija Yorška (20. marec 1469 – 24. avgust 1507); poročena prvič z Johnom Wellesom, 1. vikontom Welleškim in drugič s Thomasom Kyme ali Keme.
- Edvard V. Angleški (4. november 1470 – ok. 1483); za kratko časa je nasledil svojega očeta kot kralj Edvard V. Angleški. Bil je starejši od Towerskih princev.
- Margareta Yorška (10. april 1472 – 11. december 1472)
- Rihard Yorški (17. avgust 1473 – ok. 1483). Bil je mlajši od Towerskih princev.
- Ana Yorška (2. november 1475 – 23. november 1511); poročena s Thomasom Howardom (kasneje 3. vojvoda Norfolški).
- Jurij Yorški (marec 1477 – marec 1479).
- Katarina Yorška (14. avgust 1479 – 15. november 1527); poročena z Viljemom Courtenayom, 1. grofom Devonskim.
- Bridget Yorška (10. november 1480 – 1517); postala nuna.

Edvard je imel številne ljubice. Najbolj znan med njimi je bila Elizabeth Shore, imenovana tudi Jane Shore. Menda je imel več nezakonskih otrok.